# 1797 Schaumasse
1797 Schaumasse eller 1936 VH är en asteroid i huvudbältet, som upptäcktes den 15 november 1936 av den franske astronomen André Patry vid Niceobservatoriet. Den har fått sitt namn efter den franske astronomen Alexandre Schaumasse.
Asteroiden har en diameter på ungefär 9 kilometer.